# USA Today
USA Today är USA:s största dagstidning, tillika världens näst största engelskspråkiga dagstidning (näst efter The Times of India). Tidningen grundades 1980 och lanserades 15 september 1982 av Allen Neuharth, och utges i dag av Gannett Company. Tidningen verkar från huvudkontoret i McLean, Virginia.
Den trycks på 37 platser i USA och på ytterligare fem platser internationellt. Dess dynamiska design påverkar stilen hos såväl lokala, regionala och nationella tidningar över hela världen genom sin användning av kortfattade rapporter, färgbilder, informationsgrafik och genom inkludering av berättelser om populärkultur, bland andra distinkta drag. Med en veckoutskriftsupplaga på 726 906, en digital abonnentbas på 504,000, och en ungefärlig läsekrets på cirka 2,6 miljoner, så rankas USA Today som den tidningen som är störst baserat på upplaga bland listade tidningar i USA. Den har ansetts ha sin läsekrets inom mittenväljare vad gäller politisk åskådning. USA Today distribueras i alla 50 delstater, Washington, D.C., och Puerto Rico, och har en internationell upplaga som distribueras i Asien, Kanada, Europa, och på Stilla havsöarna.

## Historik

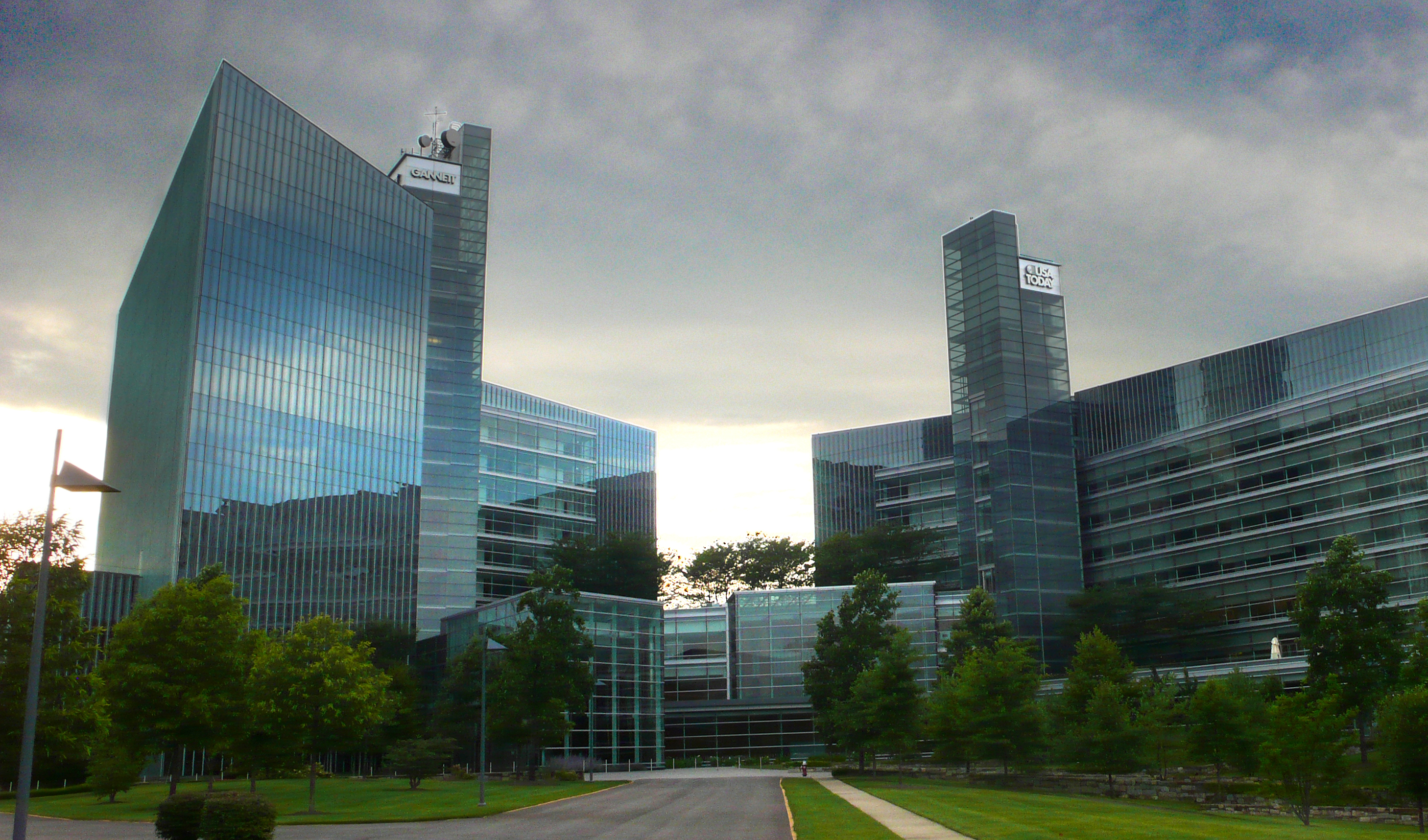
USA Todays huvudkontor i Tysons Corner, Virginia.

Födelsen av USA Today inträffade 29 februari 1980, då en arbetsgrupp som kallades "Project NN" träffade Gannetts ordförande Al Neuharth in Cocoa Beach, Florida för att utveckla en nationell tidning. 

### Nya designen 2012

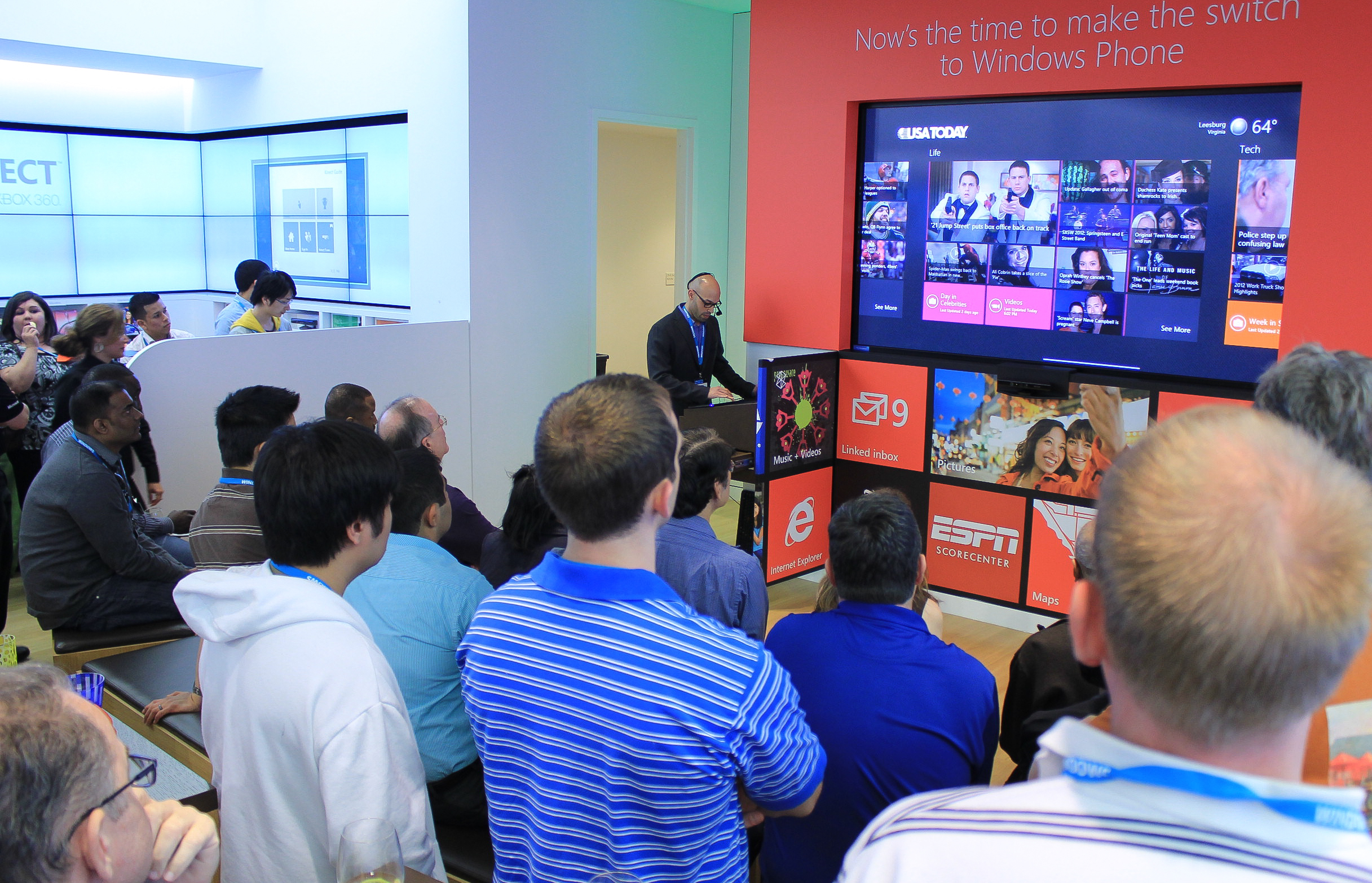
Miguel Vazquez från USA Today demonstrerar tidningens "Metro-app".

Den 14 september 2012, på 30-årsdagen från dess första utgivning i pappersutgåva, fick tidningen en ny design.